# Mîrnivka (Djankoi)
Mîrnivka (în ucraineană Мирнівка) este localitatea de reședință a comunei Mîrnivka din raionul Djankoi, Republica Autonomă Crimeea, Ucraina.

## Demografie
Componența lingvistică a localității Mîrnivka
     Rusă (51,45%)
     Tătară crimeeană (31,63%)
     Ucraineană (14,7%)
     Alte limbi (0,07%)
Conform recensământului din 2001, majoritatea populației localității Mîrnivka era vorbitoare de rusă (51,45%), existând în minoritate și vorbitori de tătară crimeeană (31,63%), ucraineană (14,7%) și armeană (1,21%).